# Abbassi Madani
Abbassi Madani (arab. عباسي مدني, ur. 1931 w Sidi-Okba niedaleko Biskiry, zm. 24 kwietnia 2019 w Dosze) – algierski polityk, przewodniczący Islamskiego Frontu Ocalenia (Islamic Salvation Front, FIS) w Algierii.
W 1954 roku został po raz pierwszy aresztowany przez władze francuskie, przebywał w więzieniu do 1962 roku, kiedy Algieria uzyskała niepodległość. 
Studiował w Anglii, w Londynie uzyskał doktorat w dziedzinie nauki pedagogicznych. Po powrocie do Algierii był wykładowcą na Uniwersytecie Algierskim. Został tam przywódcą religijnych studentów
Nie zgadzał się z polityką Frontu Wyzwolenia Narodowego, w 1982 roku żądał zastąpienia urzędowego języka francuskiego językiem arabskim. Został wówczas aresztowany i krótka przebywał w więzieniu. W 1988 roku, wraz z Alim Belhadjim, założył Islamski Front Ocalenia (Islamic Salvation Front, FIS). Partia została zalegalizowana rok później, a w 1991 roku uzyskała bardzo dobry wynik w wyborach parlamentarnych. Po pierwszej rundzie wyborów władzę w kraju przejęła dyktatura wojskowa, a przywódcy IFS zostali aresztowani i uwięzieni. Madani przebywał w więzieniu do 1997 roku, potem karę więzienia zamieniono na areszt domowy. 
W 1999 roku Madani zatwierdził porozumienie pomiędzy IFS, a rządem Algierii zaproponowane przez prezydenta Abd al-Aziza Buteflike, kończące wojnę domową. W 2003 roku zwolniono go z aresztu domowego, wyjechał wówczas do Kataru, gdzie w 2019 roku, zmarł.  